# Just Another Girl
A Just Another Girl Monica amerikai énekesnő kislemeze. A dal a Down to Earth című film betétdala, és bónuszdalként felkerült Monica harmadik, All Eyez on Me című albumára is. A kislemez csak az USA-ban jelent meg, és mérsékelt sikert aratott; a filmzenealbum második legsikeresebb kislemeze lett.
A dal videóklipjét Dave Meyers rendezte, és Japánban játszódik; láthatóak benne jelenetek a filmből.

## Helyezések
| Slágerlista (2001)                    | Legmagasabb helyezés |
| ------------------------------------- | -------------------- |
| USA Billboard Hot 100                 | 64                   |
| USA Billboard Hot R&B/Hip-Hop Singles | 34                   |
| USA Billboard Rhythmic Top 40         | 14                   |